# Talaromyces trachyspermus
Talaromyces trachyspermus är en svampart som först beskrevs av Cornelius Lott Shear, och fick sitt nu gällande namn av Stolk & Samson 1973. Talaromyces trachyspermus ingår i släktet Talaromyces och familjen Trichocomaceae.  Arten är reproducerande i Sverige. Inga underarter finns listade i Catalogue of Life.